# Neotisbella gigas
Neotisbella gigas är en kräftdjursart som beskrevs av Geoffrey Allen Boxshall 1979. Neotisbella gigas ingår i släktet Neotisbella och familjen Tisbidae. Inga underarter finns listade i Catalogue of Life.